# The Dark (2018)
The Dark ist ein österreichischer Zombiefilm von Justin P. Lange und Klemens Hufnagl aus dem Jahr 2018 mit Nadia Alexander, Toby Nichols und Karl Markovics in den Hauptrollen. Die Premiere erfolgte am 21. April 2018 am Tribeca Film Festival. Der Film wurde zum Wiener Slash Filmfestival 2018 in den Wettbewerb eingeladen. Am 12. Oktober 2018 kam die Produktion in die österreichischen Kinos.

## Handlung
Josef findet auf der Flucht vor den Behörden ein vermeintlich leerstehendes Holzhaus im Devil’s Den genannten Waldstück, wo bereits mehrere Menschen spurlos verschwunden sind. Dort treibt das menschenfleischfressende Zombiemädchen Mina seit Jahrzehnten ihr Unwesen. Eindringlinge werden von ihr aufgefressen, auch mit Josef kennt sie kein Erbarmen.
Im Kofferraum von Josefs Auto entdeckt sie Alex, einen Jungen, dessen Augen geblendet wurden und der daher blind ist. Sie entscheidet sich, Alex am Leben zu lassen, zwischen Alex und Mina entwickelt sich eine Freundschaft. Beide haben in der Vergangenheit furchtbare Dinge erlebt und spenden sich gegenseitig Trost.

## Produktion
Die Dreharbeiten fanden von 31. Oktober bis 2. Dezember 2016 in Kanada statt. Drehort war Parry Sound im gleichnamigen District in der Provinz Ontario. Produziert wurde der Film von der österreichischen Dor Film.
Unterstützt wurde die Produktion vom Northern Ontario Heritage Fund, von Tax Credit Canada, vom Creative Europe Programm – MEDIA of the European Union, beteiligt war der Österreichische Rundfunk. Für den Ton und Sounddesign zeichneten James Lazarenko und Hannes Plattmeier verantwortlich, für das Kostümbild Hannah Puley und für das Szenenbild Daniella Sahota.

## Auszeichnungen und Nominierungen
- 2018: Fantaspoa International Fantastic Film Festival (Brasilien) – Best Screenplay (Bestes Drehbuch)[10]
- 2018: Neuchâtel International Fantastic Film Festival – Nominierung in der Kategorie Best Feature Film